# Einwohnerentwicklung der Woiwodschaft Niederschlesien

Wappen der Woiwodschaft

Dieser Artikel gibt die Einwohnerentwicklung der Woiwodschaft Niederschlesien tabellarisch und grafisch wieder. Am 31. Dezember 2015 betrug die amtliche Einwohnerzahl der Woiwodschaft Niederschlesien 2.904.207. Die höchste Einwohnerzahl hatte die Woiwodschaft nach Angaben der GUS im Jahr 2010 mit etwa 2.917.242 Einwohnern zum Jahresende.

## Einwohnerentwicklung
- 1988 – 2 948 200 (Volkszählungsergebnis auf dem Gebiet der heutigen Woiwodschaft)
- 2000 – 2 912 195
- 2001 – 2 970 094
- 2002 – 2 904 694
- 2003 – 2 898 313
- 2004 – 2 893 055
- 2005 – 2 888 232
- 2006 – 2 882 317
- 2007 – 2 878 410
- 2008 – 2 877 059
- 2009 – 2 876 627

| Jahr | Einwohner | Anmerkungen |
| ---- | --------- | ----------- |
| 2010 | 2 917 242 |             |
| 2011 | 2 916 577 |             |
| 2012 | 2 914 362 |             |
| 2013 | 2 909 997 |             |
| 2014 | 2 908 457 |             |
| 2015 | 2 904 207 |             |
| 2016 | 2 903 710 |             |
| 2017 | 2 902 547 |             |
| 2018 | 2 901 225 |             |
| 2019 | 2 900 163 |             |
| 2020 | 2 891 321 |             |

## Städte

### Größte Städte
| Ort                  |             |  |         | Einwohner |
| Breslau              | Breslau     |  | 633.105 | 633.105   |
| Waldenburg           | Waldenburg  |  | 117.264 | 117.264   |
| Liegnitz             | Liegnitz    |  | 101.768 | 101.768   |
| Hirschberg           | Hirschberg  |  | 81.640  | 81.640    |
| Lüben                | Lüben       |  | 73.820  | 73.820    |
| Glogau               | Glogau      |  | 68.813  | 68.813    |
| Schweidnitz          | Schweidnitz |  | 59.002  | 59.002    |
| Bunzlau              | Bunzlau     |  | 39.481  | 39.481    |
| Oels                 | Oels        |  | 37.307  | 37.307    |
| Reichenbach          | Reichenbach |  | 34.315  | 34.315    |
| Stand: 30. Juni 2014 |             |  |         |           |

### Einwohnerentwicklung
- Breslau
- Wałbrzych (Waldenburg)
- Legnica (Liegnitz)
- Jelenia Góra (Hirschberg)

## Nationalitäten

### 2002
Die Volkszählung aus dem Jahr 2002 ergab folgendes Ergebnis für die Woiwodschaft Niederschlesien bei einer Einwohnerzahl von 2.907.212:
| Nationalität (Ethnie)        | Anzahl        | Prozentzahl |
| ---------------------------- | ------------- | ----------- |
| polnisch                     | 2.849.627     | 98,0 %      |
| deutsch                      | 1.792         | 0,06 %      |
| schlesisch ¹                 | 99            | 0,003 %     |
| Roma                         | 1.319         | 0,05 %      |
| lemkisch                     | 3.082         | 0,11 %      |
| ukrainisch                   | 1.422         | 0,05 %      |
| russisch                     | 362           | 0,01 %      |
| belarussisch                 | 150 (oder 99) | 0,005 %     |
| nicht polnisch (ohne Angabe) | 100           | 0,003 %     |
| ohne Angabe                  | 45.366        | 1,56 %      |

Die Tabelle enthält alle Einwohner im Jahr 2002, auch Personen ohne polnische Staatsangehörigkeit. 2002 war nur die Nennung einer Nationalität möglich.
¹ schlesisch ist als Nationalität nicht anerkannt, trotzdem ist dieser Begriff bei der Volkszählung 2002 angewendet worden
Ferner hatten etwa 21100 Einwohner neben der polnischen Staatsangehörigkeit eine zweite Staatsangehörigkeit. Die größte Gruppe mit einer anderen Staatsangehörigkeit als der polnischen, war mit etwa 7000 die deutsche Staatsangehörigkeit, davon hatten 6400 Personen ebenfalls die polnische Staatsangehörigkeit.

### 2011
Die Volkszählung aus dem Jahr 2011 ergab durch Hochrechnungen folgendes Ergebnis für die Woiwodschaft Niederschlesien bei einer Einwohnerzahl von 2.915.241:
| Nationalität (Ethnie) | Anzahl    | Prozentzahl |
| --------------------- | --------- | ----------- |
| polnisch              | 2.853.133 | 97,9 %      |
| deutsch               | 5.032     | 0,17 %      |
| schlesisch ¹          | 3.429     | 0,12 %      |
| Roma                  | 2.033     | 0,07 %      |
| lemkisch              | 4.940     | 0,17 %      |
| ukrainisch            | 3.747     | 0,13 %      |
| russisch              | 1.126     | 0,04 %      |
| belarussisch          | 620       | 0,02 %      |
| ohne Angabe           | 51.069    | 1,75 %      |

2011 war die Nennung von zwei Nationalitäten möglich. Deshalb ist die Addition der Nationalitäten zu einer Summe nicht möglich.